# Паперть

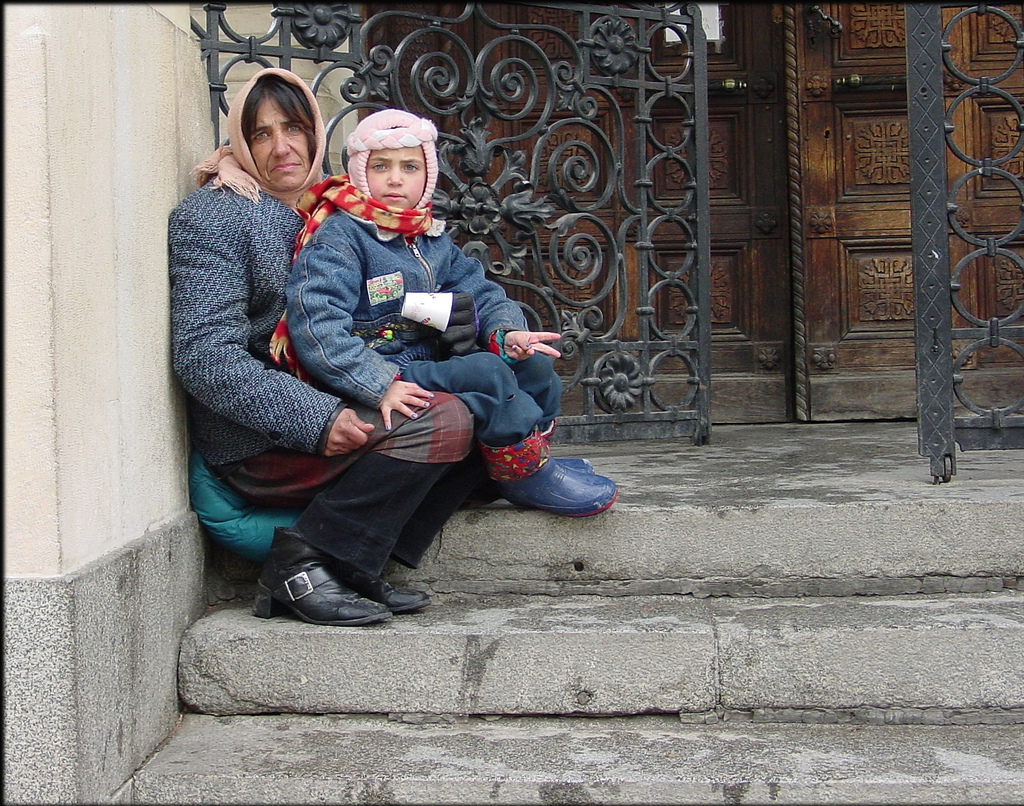
Жебраки на паперті (Болгарія)

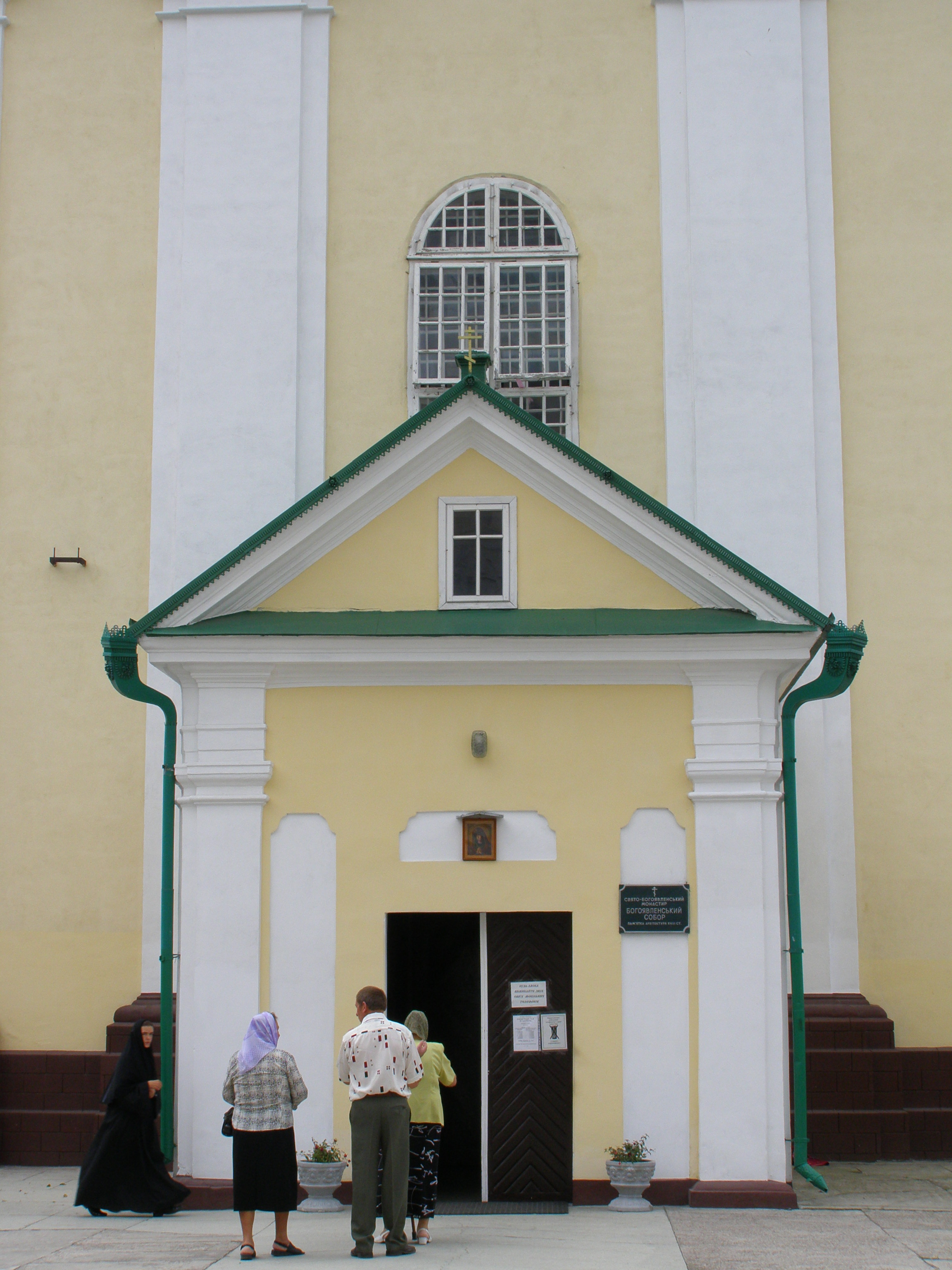
Паперть в монастирі Кременця

Па́перть (д.-рус. папьртъ, папьрть, староцерк.-слов. папрътъ, що не мають загальноприйнятої етимології), або зовнішній притвор (грец. ἄτριον, лат. atrium, impluvium, pars aperta) — непокритий покрівлею майданчик перед внутрішнім притвором храму, де в перші століття християнства стояли плачущі та покутники. В середині паперті влаштовувався басейн з водою, в якому віруючі вмивали обличчя і руки, перш ніж входили в церкву.

## Історія вивчення
Поняття «непокритої паперті», стосовно храмів XV–XVII століттях, могло з'явитися в Росії не раніше початку XVIII століття, після появи таких папертей в російських храмах. До кінця XVII століття подібні храми з папертями без покрівлі у Росії невідомі. Раніше до таких помилково відносили церкву Вознесіння в Коломенському, Успенський собор у Дмитровому, церкву Петра митрополита у Переславлі-Залєському і т. д. У своїй монографії А. Л. Баталов залишив це питання без достатньої уваги: для нього воно просто не існувало, оскільки паперті були завжди криті. Однак після першої репліки М. В. Султанова в 1897 році в захист першочерговості другого ярусу галерей Благовіщенського собору в Московському Кремлі, про неї забули до початку 1960-х років, коли архітектор М. М. Свєшников виявив первісну західну паперть Спасо-Преображенського собору 1490-х років Новоспасского монастиря. Е. Р. Куницька, яка працювала з М. М. Свєшниковим, тоді ж написала записку про перщочерговість папертей Успенського собору в Дмитрові, але не зробила її обґрунтування, і після публікації «Каталогу пам'яток архітектури Московської області» в 1975 році вона про своє датування не згадувала.
Першою віднесла в публікації до первісного будівництва паперті собору Спаського монастиря в Ярославлі Е. М. Караваєва. Однак в руслі помилкової і вже застарілої теорії, при реставрації Преображенської (Троїцької) церкви у Великих Вяземах (ВПНРК-ЦНРПМ) початкові стовпи з дахом були розібрані. У 1970-х роках до первісного будівництва віднесені паперті церкви Вознесіння в Коломенському. У 1974 році В. І. Федоров знову повернувся до первісного султанівського датування папертей Благовіщенського собору Московського Кремля . Але в 1975 році вийшов «Каталог пам'ятників Московської області», в якому знову опубліковані невірні датування папертей.
У 1976 році комісія архітекторів обстежила паперті церкви у Вяземах і встановила факт несумлінного дослідження, що призвів до знищення другого ярусу паперті Преображенської (Троїцької) церкви у Великих Вяземах. У 1976 році встановлено первісність папертей Успенського собору в Дмитрові. Потім паперті церкви Петра митрополита в Переславлі Залєському, на початку 1980-х років паперті Покровського собору та Успенської церкви Александрової слободи.
Ініціатором дослідження папертей з середини 1970-х років і в наступні роки був архітектор В. В. Кавельмахер . Але С. С. Под'япольський не визнавав первісності другого ярусу папертей церкви Вознесіння в Коломенському. У 1998 році під редакцією Е. М. Под'япольскої вийшло друге видання «Каталогу пам'яток архітектури Московської області», де вона пише про спочатку побудованих двоярусних папертях, зокрема в Успенському соборі в Дмитрові. Але учні С. С. Под'япольского, архітектори, які проводили роботи в церкві Вознесіння в 2001—2007 рр. (ЦНРПМ), до сих пір відносять початкові стовпи з покрівлями до пізніх переробок і зберегли їх лише з чисто практичних міркувань.

## Символічне значення
В даний час в православних храмах паперть являє собою майданчик перед вхідними дверима храму, до якого ведуть кілька сходинок і на якій, як і в давнину, стоять жебраки, що просять милостиню у прихожан.
Паперть, будучи першим храмовим підвищенням, знаменує собою духовну висоту Церкви по відношенню до світу.
На паперть виходять люди перед постригом у ченці, в знак зречення від світу.